# Camlet Way
Der Camlet Way war eine Römerstraße in England, die ziemlich genau in Ost-West-Richtung zwischen Colchester (Camalodunum) in Essex und  Silchester (Calleva Atrebatum) in Hampshire über St Albans (Verulamium) verlief.
Der Camlet Way überquerte die Themse mit einer Brücke zur Sashes Island bei Cookham in Berkshire.